# Erzählung
Eine Erzählung (lateinisch narratio) ist eine Form der Darstellung als Wiedergabe eines Geschehens in mündlicher oder schriftlicher Form. Sowohl der Vorgang des Erzählens als auch dessen Ergebnis – eine Geschichte im Sinne der englischen Bezeichnung story – wird als Narration bezeichnet; mithin ist der Begriff der Narration prozess-/produktäquivok, worin sich Erzählung oder Narration mit Interpretation trifft, für die Gleiches gilt.
Die Gesamtheit jener merkmalbildenden Eigenschaften, die einen Akt als Erzählen kennzeichnen, wird Narrativität genannt; sie ist quantifizierbar und hilft, zwischen Chronik, Historie und Erzählung zu unterscheiden. Sie besteht einerseits darin, dass Geschehnisse in einen mehr oder weniger bewertenden Bezug zu Zeit und Raum gesetzt werden oder diesen zeiträumlichen Rahmen überhaupt erst erzeugen (Chronotopologisierung), und andererseits darin, dass im Akt des Erzählens die Art und Weise des Erzählens sinnkonstitutiv ist für den Inhalt der Erzählung.
Das Attribut narrativ wird auch für die Methode verwendet, Sachverhalte und Lehren in Form von Storys zu vermitteln. Ein Narrativ bezeichnet in anthropologischer Perspektive und in der Erzähltheorie (Narratologie) eine auf Geschichte bezogene Äußerung, die sowohl Inhalt als auch Subtext transportiert und deren Funktion es ist, Erlebtes in bekannte Kategorien zu bringen.
Am 20. März wird der Weltgeschichtentag begangen.

## Definition
Eine Minimaldefinition von Erzählung ist: Jemand erzählt jemand anderem, dass etwas geschehen ist. Wesentlich ist dabei die dynamische Verbindung zwischen dem, was erzählt wird, und dem, wie es erzählt wird. In dieser Doppelwertigkeit zeigt sich die Prozess-/Produktäquivokation des Begriffes der Erzählung. Dies kann auch in zeitlicher Hinsicht formuliert werden. Dann geht es um den interaktiven Zusammenhang zwischen der Zeit, in der das Erzählte spielt, im Verhältnis zu derjenigen Zeit, in der erzählt wird, was geschehen ist. Sind keine Interaktionen zwischen zwei Faktoren dieser Art auszumachen, ist es keine Erzählung.
Weber (1998) bestimmt Erzählen als adressierte, serielle, entfaltend berichtende Rede mit zwei Orientierungszentren über nicht-aktuelle, zumeist vergangene, zeitlich bestimmte Sachverhalte vonseiten eines Außenstehenden.
Im Gegensatz zu den Produkten einer wissenschaftlichen Geschichtsschreibung (der Dokumentierung von history) gibt es bei der Einordnung von Gesagtem bzw. Geschriebenem als „Erzählung“ im Sinne von story eine starke Konnotation zu dem Begriff Fiktion, d. h. zu dem Verdacht, das Erzählte sei, auch wenn der Erzähler anderes beteuern sollte, (zumindest teilweise) frei erfunden. Dementsprechend wird im englischsprachigen Raum Literatur in fiction und non fiction eingeteilt. Insbesondere von Vertretern der Postmoderne wird die These in Frage gestellt, wonach die „Großen Erzählungen“ der Geschichtswissenschaft dem Anspruch auf „Wahrheit“ eher genügen als sogenannte „kleine Erzählungen“, die oft wissenschaftlichen Standards nicht genügen. Denn in einem „Prozess, wo das historische Ereignis vermittelt werden soll, findet notwendig ein Erzählen statt“, wobei man von den Quellen zur historischen Erkenntnis gelange, „sei es dass die Quellen bereits erzählten, sei es dass ein Historiker nach nichterzählenden Quellen Geschichte erzählt“. Demnach sei nicht nur die „figurative Narrativität“ (d. h. die Produktion literarischer Erzählungen), sondern auch die „historische Narrativität“ (d. h. die Produktion von Werken mit geschichtswissenschaftlichem Anspruch) nicht ohne poetische Elemente vorstellbar.
Nach Martin Kreiswirth besteht die Ähnlichkeit der beiden Narrative darin, dass sie zeitlich zweiwertig sind. Er nimmt Bezug auf Meir Sternberg: Geschichtsschreibung dokumentiere keine Fakten, also nicht, was „wirklich passiert ist“, sondern stelle einen Diskurs dar, der lediglich beanspruche, Fakten zu dokumentieren. Und andererseits seien Geschichten nicht einfach ein Gewebe aus freien Erfindungen, sondern ein Diskurs, mit dem beansprucht wird, dass es diese Freiheit des Erfindens gebe. Bei diesem Gegensatz gehe es nicht darum, ob das Erzählte wahr sei oder nicht, sondern darum, ob das Erzählte Wahrheitswert beanspruchen können soll.
Doris Lessing zeigt in ihrem Werk Die Kluft, wie ein Mythos zu einem bestimmten Zeitpunkt in der Geschichte der Menschheit aus einer bestimmten Perspektive als spekulativ wahr nacherzählt wird. Rolf Dobelli kritisiert generell die Methode, reale Sachverhalte mit Hilfe von „stories“ zu veranschaulichen.
Mit Erzählungen beschäftigen sich verschiedene Geistes- und Sozialwissenschaften, darunter die Sprach- und Literaturwissenschaft, die Kunstwissenschaft, die Kommunikations- und Medienwissenschaft sowie die Qualitative Sozialforschung. Eine interdisziplinäres Gebiet stellt dabei die Erzähltheorie (Narratologie) dar.

## Die Erzählung als Gattung oder Genre der Literatur

### Definitionen
Im weiteren Sinne meint man mit dem erzählerischen Genre die literarische Gattung der Epik als Ganze. Der Begriff der „Erzählung“ kann folglich als Oberbegriff für alle epischen Gattungen – wie Roman, Novelle, Anekdote, Kurzgeschichte, Sage, Märchen, Nacherzählung usw. – einschließlich der Erzählung im engeren Sinne gebraucht werden.
Die „Erzählung“ im engeren Sinne stellt ein eigenes, jedoch nicht exakt definiertes Literaturgenre mittlerer Länge dar. Charakteristisch für dieses ist, dass in einem Text – der meist kürzer und vor allem weniger „verschachtelt“ ist als gewöhnlich ein Roman und nicht die strengen formalen Anforderungen an eine Novelle erfüllt – ein Handlungsverlauf oder eine Entwicklung chronologisch und durchgängig aus einer Erzählperspektive vorgestellt wird. Gegenüber der Handlung zeitversetzte Rückblenden werden, wenn überhaupt, direkt in die Handlung eingeführt, z. B. als „Brief“ oder als „Erinnerung“. Im Lehrbuch Deutsche Literaturgeschichte für höhere Schulen heißt es über das Genre der Erzählung:

„Dichtungen, die sich in ihrem Gehalt an die Wirklichkeit des Lebens anschließen und schlicht und anschaulich eine einfache Begebenheit darstellen, [sind] Erzählungen; bei heiterer und komischer Darstellung Schwänke.“

Von der Kurzgeschichte wird die Erzählung teilweise durch geringere Pointiertheit unterschieden. Die Übergänge zwischen diesen Genres sind jedoch fließend, so dass sich ein einzelner Text nicht immer eindeutig einem davon zuordnen lässt. Oft wird „Erzählung“ auch als Sammelbegriff für Texte verwendet, die von den anderen Genres nicht eindeutig erfasst werden, teilweise auch als Oberbegriff für alle Formen von Kurzprosa.
Der Begriff der Erzählung als literarisches Genre ist seit dem 17. Jahrhundert in Gebrauch; systematische Versuche, sie von anderen Textgattungen abzugrenzen, gab es in dieser Zeit jedoch noch nicht. Es ist in der Literaturwissenschaft umstritten, ob sich der Gattungsbegriff „Erzählung“ auch auf verwandte ältere Textformen anwenden lässt, die seit dem Mittelalter existieren, wie etwa den Schwank.
Große Popularität erlangte die Erzählung als Textgattung im 18. Jahrhundert, als Zeitschriften zu einem wichtigen Medium wurden und eine große Nachfrage nach kurzen, fiktionalen Prosatexten entstand. Auch in dieser Zeit wurde der Begriff „Erzählung“ jedoch nicht einheitlich verwendet; so begriff etwa Christoph Martin Wieland auch die Novelle als eine Form der Erzählung. Eindeutig begann sich in dieser Zeit jedoch der fiktionale Charakter als typische Eigenschaft der Gattung herauszukristallisieren, auch die Unterscheidung von anderen Kurzgattungen wie Sage oder Märchen wurde gängig.
Weitere Definitionen bietet u. a. das Wikipedia-Lemma «Erzähltheorie».

### Erzählperspektiven
Es gibt grundsätzlich vier unterschiedliche Erzählperspektiven:
1. die auktoriale Erzählsituation (allwissender Erzähler),
2. die personale Erzählsituation (Reflektorfigur) und
3. die Ich-Erzählsituation sowie
4. die neutrale Erzählsituation.

## Mündliche Erzählungen
Mündliche Erzählungen wurden aus soziolinguistischer und aus konversationsanalytischer Perspektive untersucht.
In der Pragmatik, gemäß der Terminologie von John R. Searle, ist Erzählen eine komplexe Sprachhandlung, die sich aus Behauptungshandlungen zusammensetzt. Im Gegensatz zu Sprechhandlungen sind Sprachhandlungen (und damit auch das Erzählen) auch in schriftlicher Form möglich. Die Gesamtillokution eines Erzähltextes enthält die Behauptung, dass etwas sich so, wie es erzählt wurde, ereignet habe. Die im faktualen Erzähl-Text geschilderte Geschichte (im Sinne von story) und damit die Erzählung bezieht sich auf etwas außerhalb und vor der Story wirklich Geschehenes. Falls dies nicht der Fall sein sollte, wird die Erzählung als Lüge bzw. als auf einem Irrtum beruhend bewertet. Diese Konsequenz bleibt fiktionalen Erzählungen erspart, sofern zwischen Autor und Leser ein Fiktionsvertrag geschlossen wurde. In diesem Fall tritt eine „willentliche Aussetzung der Ungläubigkeit“ ein, so dass der Leser bereit ist, die unrealistischen Züge der Geschichte zu akzeptieren.

## Sammlungen von Erzählungen
- Hedwig Andrae, Minna Rüdiger, Bertha Clément, Hans von Echtlitz, M. Frohmut und andere: Grüß Gott. – Erzählungen für Jung und Alt, Neue Folge. Zweiter Band, Verlag von Fr. Bahn, Schwerin in Mecklenburg, 1904.
- Peter von Matt (Hrsg.): Schöne Geschichten Deutsche Erzählkunst aus zwei Jahrhunderten, Philipp Reclam jun., Stuttgart 1992, ISBN 3-15-058840-5.
- Heiko Arntz (Hrsg.): Schräge Geschichten – Grotesken aus zwei Jahrhunderten, Philipp Reclam, jun., Stuttgart 1997, ISBN 3-15-009643-X.
- Evelyne Polt-Heinzl und Christine Schmidjell (Hrsg.): Das liebe Geld, Geschichten übers Geld, mit 19 Abbildungen, Philipp Reclam jun., Stuttgart 1998, ISBN 3-15-009728-2.

## Narrativität und „story bias“
Die Herausgeber eines Bibellexikons meinen, Narrativität (d. h. die Vermittlung von Erfahrungen und Lehren mit Hilfe von „stories“) sei eine Form, das menschliche Sein zu erschließen. Sie beziehe sich auf die alltägliche Erfahrung, dass wir in Geschichten lebten und dass Erzählungen eine Dynamik zu eigen sei, die uns Menschen in sie hineinziehe. Es gehe also nicht nur um die Qualität eines Textes, sondern vor allem darum, dass Erzählen für unsere Welterschließung konstitutiv sei. Denn im Erzählen werde es möglich, die eigenen Erfahrungen zu versprachlichen, zu ordnen und zu interpretieren, an fremden Welten teilzuhaben und alternative Welten zu entwerfen.
Rolf Dobelli hingegen bewertet die Neigung, alle möglichen Sachverhalte in Form von Geschichten zu vermitteln, als Quelle eines „Denkfehlers“, des sogenannten „story bias“. Ein „story bias“ liege vor, wenn ein Sprecher oder Schreiber beispielsweise der Versuchung nicht widerstehen könne, die Tatsache, dass die Königin eines Landes wenige Tage nach dem Tod ihres Ehemannes gestorben sei, mit den Worten wiederzugeben: „Der König starb, und dann starb die Königin vor Trauer.“ Der wichtigste Anreiz, sich so auszudrücken, liege darin, dass so vermittelte Botschaften Lesern oder Hörern länger im Gedächtnis blieben als Botschaften, in denen Tatsachen möglichst ohne Interpretationen und Wertungen weitergegeben würden. Durch die Erzählung von Geschichten werde aber in die erzählte Realität „Sinn“ „hineinkonstruiert“. Laut Dobelli verdrehen und vereinfachen Geschichten die Wirklichkeit. Sie verdrängen demnach alles, was nicht so recht hineinpassen wolle. Hingegen wird gerade der Konstrukt-Charakter von Erzählungen von der narrativen Psychologie positiv bewertet.

## Transportation
Die Theorie der „Transportation“ geht davon aus, dass Menschen, die sich in einer Erzählung oder Geschichte verlieren, ihre Einstellungen und Absichten ändern, um diese Geschichte widerzuspiegeln. Laut Green & Strange kann Transportation als Ansatz dienen, um die persuasive Wirkung von Erzählungen auf Rezipienten zu erklären. Sie entwickelten die Transportation Scale (TS), um Unterschiede in den psychologischen Zuständen des Eintauchens in eine Erzählung zu quantifizieren. Da das Messinstrument sehr umfangreich war, nutzten viele Autoren ad-hoc-Skalen, die nur Teile der Originalskala enthielten. Um diesen Missstand zu beseitigen, entwickelten Appel, Gnabs, Richter & Green (2015) eine Kurzform der Ursprungsskala, bei deren Entwicklung sie messgüterelevante Kriterien beachteten. Die von ihnen vorgeschlagene, 6 Items umfassende Skala konnte die Faktorstruktur der Originalskala mit 3 Facettenfaktoren und einem General-Transportation-Faktor replizieren, hinsichtlich der Gütekriterien konnten ebenfalls zufriedenstellende Ergebnisse erreicht werden.